# Museum of Danish America
Museum of Danish America (tidligere The Danish Immigrant Museum) er et museum i Elk Horn, Iowa i USA.
I 1979 foreslog to professorer fra Dana College at etablere et museum dedikeret bevarelsen af arven efter danske immigranter i USA. The Danish American Heritage Society (DAHS) nedsatte en undersøgende komité, og i 1983 valgte komitéen at museet skulle opføres i landsbyerne Elk Horn og Kimballton i Iowa. Bestyrelsen blev officielt dannet i maj, og i juli donerede Elk Horn Lutheran Church 20 acre til opførselen af museet.
Museet var derefter åben for donationer til samlingen, og den virkede i en bygning på Elk Horns hovedgade i mange år. Ceremonien for nedlæggelse af grundstenen til museets nuværende bygning fandt sted i 1988, men museets bygning åbnede først i juni 1994 for publikum.
Museet ændrede sit navn fra The Danish Immigrant Museum til The Museum  of Danish America i forbindelse med generalforsamlingen den 11. oktober 2013.
I dag består museets permanente udstilling af mere end 35.000 genstande.